# Кузенный брак
Кузенный брак (от фр. cousin — двоюродный брат) — одна из обязательных или предпочтительных форм брака, характерная для родового общества.

## Виды
Различают два главных вида кузенного брака:
- орто-кузенный (параллельно-кузенный) — с дочерью брата отца или с дочерью сестры матери.
- кросс-кузенный (перекрёстно-кузенный) — с дочерью сестры отца или с дочерью брата матери.

## История
Являлся преобладающей формой брака при родовом строе, так как обеспечивал взаимобрачие двух экзогамных родов. С разложением родового строя сохранился как пережиток. В Новое время был характерен для высших слоев общества. Орто-кузенный брак, то есть брак с дочерью брата отца (особенно у арабов, малагасийцев, части народов банту, некоторых народов Дагестана и Средней Азии) или, что встречалось реже, с дочерью сестры матери (у туарегов), часто становился преобладающим, так как позволял сохранить имущество в пределах большой семьи или прочих близкородственных групп.
В России, где Русская православная церковь допускает при заключении брака лишь 3-ю степень родства, кузенные браки получили распространение в дворянском сословии с распространением европейской культуры.